# Bobos (Dukupuntang)
Bobos is een bestuurslaag in het regentschap Cirebon van de provincie West-Java, Indonesië. Bobos telt 4619 inwoners (volkstelling 2010).